# U.S. Route 59
U.S Route 59 (också kallad U.S. Highway 59 eller med förkortningen US 59) är en amerikansk landsväg. Vägen är 3075 km lång och sträcker sig tvärs igenom USA i nord-sydlig riktning. I norr börjar den vid gränsen mot Kanada, strax norr om Lancaster, Minnesota, och slutar i söder i Laredo, Texas strax norr om gränsen till Mexiko.